# Esquirol terrestre de tres ratlles
L'esquirol terrestre de tres ratlles (Lariscus insignis) és una espècie de rosegador de la família dels esciúrids. Viu a Brunei, Indonèsia, Malàisia i Tailàndia. Es tracta d'un animal diürn que probablement s'alimenta de brots de Rafflesia. El seu hàbitat natural són els boscos primaris amb arbres de gran alçada, tot i que també tolera els boscos secundaris. És una espècie en risc mínim, és a dir, no sembla que hi hagi cap amenaça significativa per a la seva supervivència.